# TV on the Radio
A TV on the Radio egy alternatív New York-i rockzenekar. 2001-ben alakultak, zenéjük igen változatos, felismerhető benne a free jazz, a capella/doo-wop, trip-hop és electro stílusjegyei.

## Tagok

### Állandó tagok
- Tunde Adebimpe (ének, effektek)
- David Andrew Sitek (gitár, billentyűs hangszerek, effektek)
- Kyp Malone (ének, gitár, effektek)
- Jaleel Bunton (dob)
- Gerard Smith (basszusgitár).

### Közreműködők
- Katrina Ford, a Celebration zenekar tagja (ének)
- Martin Perna, az Antibalas Afrobeat Orchestra zenésze (szaxofon, furulya)
- Nick Zinner, a Yeah Yeah Yeahs zenekarból (gitár)
- David Bowie (vokál)
- Trent Reznor, a Nine Inch Nails zenekarból (vokál) – alkalmi vendégszereplés
- Peter Murphy, a Bauhaus zenekarból (vokál) – alkalmi vendégszereplés

## Albumok
| Cím                                  | Megjelenés dátuma | Kiadó                    |
| ------------------------------------ | ----------------- | ------------------------ |
| OK Calculator                        | 2002              | magánkiadás              |
| Young Liars (EP)                     | 2003              | Touch and Go Records     |
| Desperate Youth, Blood Thirsty Babes | 2004              | Touch and Go Records     |
| New Health Rock (EP)                 | 2004              | Touch and Go Records     |
| Return to Cookie Mountain            | 2006              | Interscope Records / 4AD |
| Dear Science                         | 2008              | Interscope Records / 4AD |